# Antoni z Czkondidi
Antoni (data urodzenia nieznana, zm. 1815) – gruziński biskup prawosławny, święty prawosławny.

## Życiorys
Był synem księcia megrelskiego Otii Dadiani oraz jego żony Gulkan. Edukację podstawową odebrał od matki. Następnie, po śmierci ojca, został oddany na dwór wuja, gdzie przygotowywał się do kariery dyplomaty, kształcąc się w dziedzinach literatury, sztuki, filozofii i historii oraz ucząc się języków perskiego i tureckiego.
Ze względów politycznych katedra biskupia w Czkondidi od XVII w. była obsadzana wyłącznie przez mężczyzn z rodu Dadiani. Do objęcia urzędu od dzieciństwa przygotowywany był starszy brat Antoniego, który jednak w ostatniej chwili zdecydował się na karierę wojskową. Jego miejsce zajął Antoni, który złożył śluby mnisze i zamieszkał w klasztorze Martwili w celu uzupełnienia brakującej wiedzy teologicznej. Był tam kształcony przez katolickich misjonarzy francuskich, których ostatecznie oddalił, gdy przekonał się o rozbieżnościach między wykładaną przez nich teologią a tradycją prawosławną, w jakiej był wychowywany. Po tym wydarzeniu, w 1757, Antoni wstąpił do szkoły w Telawi, by tam poznawać teologię prawosławną. Ok. 1761 miała miejsce jego chirotonia na biskupa Cageri. W czasie sprawowania urzędu zasłynął jako znakomity kaznodzieja.
W 1777 otrzymał godność metropolity Czkondidi. Antoni ponownie zyskał sławę znakomitego mówcy, prowadził również działalność na rzecz walki z niewolnictwem. W 1788 uzyskał od świeckich władz zwolnienie własności cerkiewnej ze wszelkich podatków oraz odzyskał ziemie skonfiskowane wcześniej części klasztorów. Zainicjował dokonanie przez Filipa Kaitmazaszwilego przekładów Księgi teologii Alfreda Mądrego oraz Wielkiej logiki z języka ormiańskiego i osobiście dokonał ich redakcji.
W 1798 odszedł z urzędu, przekazując go innemu przedstawicielowi rodziny Dadiani, Wissarionowi. Zmarł w 1815 i został pochowany w klasztorze Nachrebao.